# Ross Fisher
Ross Fisher, né le 22 novembre 1980 à Ascot (Comté de Berkshire), est un golfeur professionnel anglais. Il rejoint le tour européen PGA en 2006 et y remporte son premier tournoi aux Pays-Bas le 26 août 2007 avec un coup d'avance sur Joost Luiten.